# Anthyllis
Genre
Classification phylogénétique
Anthyllis, dont les équivalents vernaculaires sont anthyllide ou vulnéraire (ce dernier terme étant surtout réservé à l'espèce Anthyllis vulneraria), est un genre de plantes à fleurs de la famille des Fabacées (ou Légumineuses), le plus souvent méridionales et/ou montagnardes, certaines espèces étant uniquement méditerranéennes. 
Ces plantes ressemblent à de gros trèfles, par leurs fleurs groupées en racèmes à l'apparence de capitules, mais elles s'en distinguent par leurs feuilles imparipennées, parfois à folioles très nombreuses (Anthyllis montana). Les inflorescences sont dans certaines espèces entourées de deux grandes bractées palmées à nombreux segments. Le calice des fleurs, souvent enflé, est velu, presque toujours entouré d'un duvet blanchâtre qui pourrait être à l'origine du nom donné au genre (grec anthos = fleur + ioulos = duvet selon certains auteurs). La corolle est papilionacée, avec un étendard égalant les ailes et la carène ; les ailes adhèrent à la carène par leur limbe ; la carène est obtuse ou à peine prolongée en bec. Le fruit est une gousse à une ou deux graines renfermée dans le tube du calice.

## Quelques espèces
- Anthyllis barba-jovis L.
- Anthyllis cytisoides L.
- Anthyllis hermanniae L.
- Anthyllis montana L.
- Anthyllis vulneraria L. (avec de nombreuses sous-espèces et variétés)
- Anthyllis apennina (espèce endémique des Apennins décrite en 2021)